# Jazztrio
Jazztrio (även pianotrio, se dock artikeln pianotrio), vanlig ensemble inom jazzen. Den består av piano, kontrabas (någon gång elbas) och trummor. Mindre vanligt är jazztrion en godtycklig jazzensemble om tre instrument (där åtminstone något av ovanstående ingår).
Jazztrions instrument utgör också grunden för många större jazzensembler, speciellt i storband där de brukar utgöra kompsektionen. En jazzkvartett, kvintett eller dylikt består också ofta av trions instrument plus blåsare eller vokalister.

## Instrumentens roller
För att underlätta improvisationen har alla instrumenten i en jazztrio några etablerade roller i musiken. Dessa utgör grunden i allt triospel.
- Basen utgör den rytmiska grunden och spelar främst basgångar. Den spelar också melodiska passager i solon och kan använda effekter som exempelvis flageoletter.
- Batteristen tillför rytmisk energi, synkoper och ornament. I solon spelar han/hon ofta mycket komplicerade rytmer. Ibland används perkussion för effekt.
- Pianot har en ledande roll och spelar både melodin i de inledande passagerna (refränger), melodiska improvisationer, och ackord. Någon gång används flera melodier i kontrapunktik eller dubbleringar av basen. Under bas- och trumsolon måste pianot lämna extra plats och spelar mestadels bara accenterade[särskiljning behövs] ackord eller långa toner.